# História de Abrantes
Abrantes e o seu castelo foram conquistados por D. Afonso Henriques, em 1148, aos mouros. Recebeu foral em 1179, em recompensa da resistência oferecida durante o cerco de Abrantes aos sitiantes marroquinos de Abem Jacob, os quais tiveram de retirar com pesadas baixas. Em 1510 o foral de Abrantes foi reformado por D. Manuel I.
Em 1807, foi tomada pelo general francês Junot no decorrer das Invasões Francesas. Junot recebeu o título de Duque de Abrantes.
Abrantes foi elevada à categoria de cidade em 1916, pela lei nº 601, de 14 de Junho. Hoje engloba oficialmente quatro freguesias: Rossio ao Sul do Tejo, São João, São Vicente e Alferrarede.
Pensa-se que a cidade terá origem celta. O nome Abrantes virá do latim Aurantes (ao que parece na região haveria muito ouro).